# Lake in the Hills
Lake in the Hills ist eine Gemeinde (mit dem Status „Village“) im McHenry County im US-amerikanischen Bundesstaat Illinois. Das U.S. Census Bureau hat bei der Volkszählung 2020 eine Einwohnerzahl von 28.982 ermittelt.
Lake in the Hills ist Teil der Metropolregion Chicago.

## Geographie
Lake in the Hills liegt im nordwestlichen Vorortbereich von Chicago unweit des westlichen Ufers des Fox River, einem rechten Nebenfluss des in den Mississippi mündenden Illinois River. Der Ort liegt auf 42°10′54″ nördlicher Breite und 88°19′49″ westlicher Länge und erstreckt sich über 27,48 km². Lake of the Hills liegt in der Algonquin Township und der Grafton Township.
Benachbarte Orte von Lake in the Hills sind Lakewood (an der nordwestlichen Ortsgrenze), Crystal Lake (an der nördlichen Ortsgrenze), Cary (an der nordöstlichen Ortsgrenze), Trout Valley (an der östlichen Ortsgrenze), Algonquin (an der südöstlichen Ortsgrenze), Gilberts (12,2 km südlich), Huntley (an der westlichen und südwestlichen Ortsgrenze) sowie Union (24,2 km westnordwestlich).
Das Stadtzentrum von Chicago befindet sich 73,7 km südöstlich, nach Rockford sind es 78,8 km in westlicher Richtung, Wisconsins Hauptstadt Madison liegt 161 km nordwestlich und nach Milwaukee sind es 131 km in nordnordöstlicher Richtung.

## Verkehr
Der Fox River ist durch zahlreiche Stauwerke zu einer Schifffahrtsstraße ausgebaut worden, die Verbindung mit den Großen Seen und dem Mississippi hat. 
Rund 10 km südlich von Lake in the Hills verläuft die Interstate 90, der mit 4958 km längste Interstate Highway des Landes. Durch den Westen des Ortsgebiets führt die Illinois State Route 47, im Osten wird der Ort von der Illinois State Route 31 berührt. Alle weiteren Straßen sind untergeordnete Fahrwege sowie innerörtliche Verbindungsstraßen.
Der Lake in the Hills Airport befindet sich im Norden des Ortsgebiets. Der größere O’Hare International Airport von Chicago befindet sich 51,4 km südöstlich von Lake in the Hills.

## Demografische Daten
Nach der Volkszählung im Jahr 2010 lebten in Lake in the Hills 28.965 Menschen in 9544 Haushalten. Die Bevölkerungsdichte betrug 1054 Einwohner pro Quadratkilometer. In den 9544 Haushalten lebten statistisch je 3,03 Personen. 
Ethnisch betrachtet setzte sich die Bevölkerung zusammen aus 86,7 Prozent Weißen, 2,0 Prozent Afroamerikanern, 0,3 Prozent amerikanischen Ureinwohnern, 5,2 Prozent Asiaten sowie 3,6 Prozent aus anderen ethnischen Gruppen; 2,1 Prozent stammten von zwei oder mehr Ethnien ab. Unabhängig von der ethnischen Zugehörigkeit waren 11,6 Prozent der Bevölkerung spanischer oder lateinamerikanischer Abstammung. 
31,6 Prozent der Bevölkerung waren unter 18 Jahre alt, 63,2 Prozent waren zwischen 18 und 64 und 5,2 Prozent waren 65 Jahre oder älter. 50,3 Prozent der Bevölkerung war weiblich.

Das mittlere jährliche Einkommen eines Haushalts lag bei 82.818 USD. Das Pro-Kopf-Einkommen betrug 31.366 USD. 6,1 Prozent der Einwohner lebten unterhalb der Armutsgrenze.